# SV Wildon
Der SV Wildon (Langname: „Sportverein Raiffeisen Wildon“) ist ein Fußballverein in der steirischen Marktgemeinde Wildon im Bezirk Leibnitz. Der Verein gehört dem Steirischen Fußballverband (StFV) an und spielt ab der Saison 2025/26 in der Landesliga. Der Sportverein trägt seine Spiele im Stadion Wildon mit 1500 Plätzen aus.

## Geschichte
In der Saison 2023/24 sicherte sich der Verein den Meistertitel in der Landesliga Steiermark und den damit verbundenen Aufstieg in die Regionalliga Mitte.
Im ÖFB-Cup 2024/25 sind die Steirer ebenfalls vertreten und treffen in der 1. Cuprunde auf den Bundesligisten FC Blau-Weiß Linz, welcher das Duell mit 0:5 für sich entscheidet.

## Bekannte Spieler und Trainer
- Sandro Foda
- Maximilian Kerschner
- Marvin Wieser
- Daniel Steinwender
- Daniel Krenn
- Martin Eisl
- David Preiß
- Markus Farnleitner
- Dominik Derrant
- Harald Letnik
- Denis Perger
- Peter Garmusch
- Wolfgang Gassmann
- Chris Weigelt
- Dean Maric
- Luka Kirič
- Pascal Legat
- Joachim Hanschekowitsch

## Erfolge
- Landesliga Steiermark:
  - 1 × Meister: 2023/24